# MEWA Textil-Service
MEWA Textil-Service ist eine Unternehmensgruppe im Dienstleistungsbereich Textil-Management mit 45 Standorten in Deutschland und 13 weiteren Ländern Europas. Die Gruppe hat ihren Verwaltungssitz in Wiesbaden. Das Unternehmen wurde 1908 in Ostritz gegründet.
Gesellschafter sind Gabriele Gebauer (MEWA Stiftung) und die MEWA Textil-Service SE.

## Geschichte
Am 1. August 1908 gründete Hermann Gebauer die Mechanische Weberei Altstadt GmbH in Altstadt bei Ostritz (Sachsen). Die Firma produzierte und wusch Putztücher aus Baumwolle. Dadurch, dass die Tücher mehrfach verwendet wurden, konnten Maschinen billiger als zuvor gesäubert werden.
Bis 1938 wuchs das Unternehmen auf 15 Betriebe. In diesem Jahr wurde der erste Betrieb in Österreich eröffnet. In Berlin bot das Unternehmen erstmals auch Handtücher an.
Nach dem Zweiten Weltkrieg baute Hermann Gebauer ab 1945 das Unternehmen zunächst in Nürnberg wieder auf. Seit 1965 hat das Unternehmen seinen Hauptsitz in Wiesbaden. Die MEWA Textil-Service SE & Co. Management OHG koordiniert die Zusammenarbeit der Produktions- und Servicebetriebe.
Mitte der 1970er Jahre veränderte das Unternehmen sein Geschäftsmodell. Seither tragen alle Tücher einheitlich das MEWA-Logo statt unterschiedlicher Schriftzüge der Kunden. Im letzten Viertel des 20. Jahrhunderts ist die Unternehmensgruppe stark gewachsen.
Im Jahr 1991 übernahm MEWA das seit 1976 bestehende Unternehmen Jenatex mit 100 Mitarbeitern in Jena.
In einem Zeitraum von 25 Jahren stieg der Umsatz von umgerechnet etwa 20 Millionen Euro (1973) auf 236 Millionen Euro (1998).
Im Jahr 2006 wurden der Wettbewerber Euronet in Frankreich sowie das Unternehmen New Wash in Italien aufgekauft.

## Mewa heute

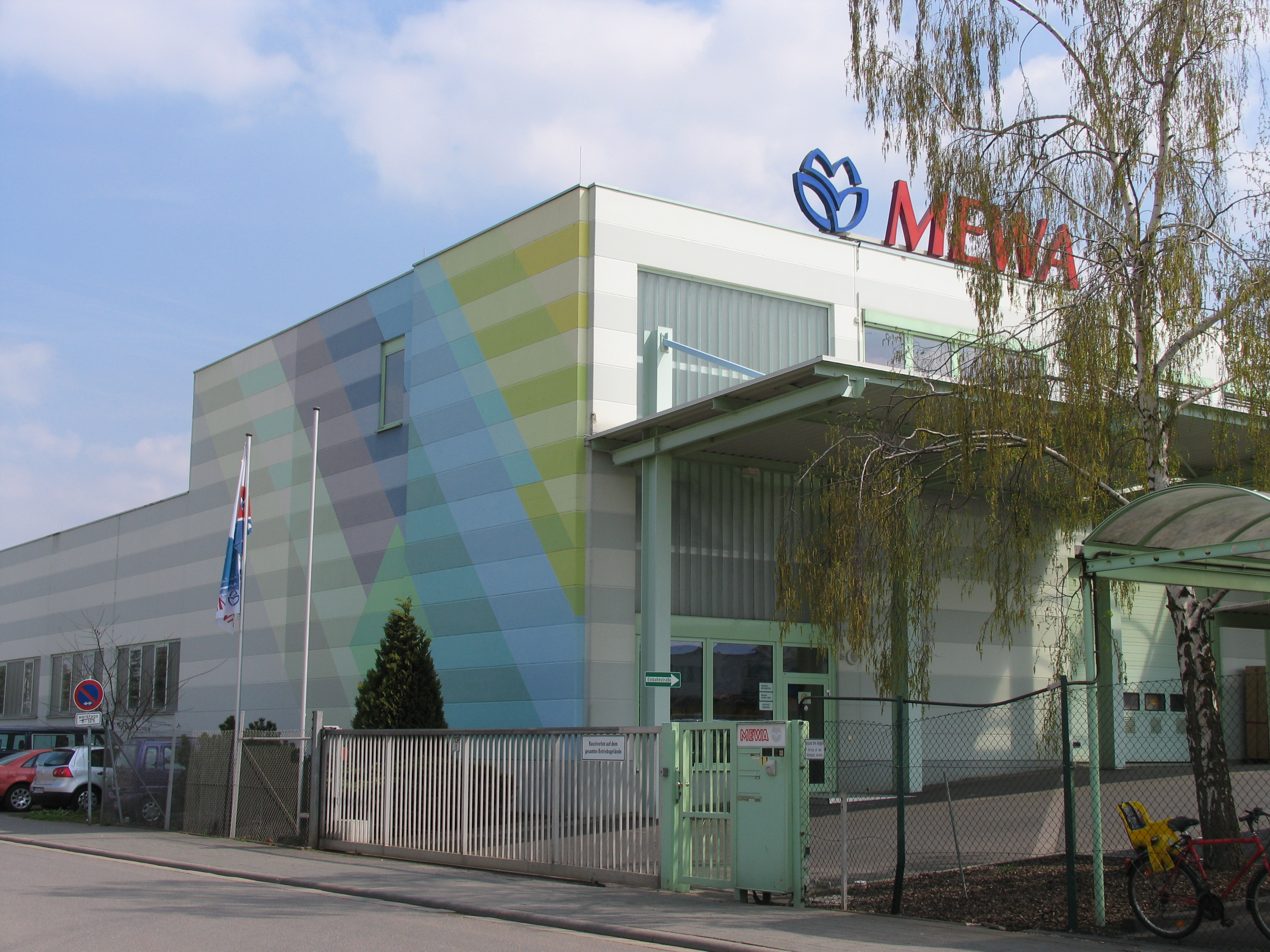
MEWA Textil-Service AG & Co. Rodgau (Hessen)

Gemessen am Umsatz lag das Unternehmen im Jahr 2000 in Europa an fünfter und in Deutschland an zweiter Stelle. Es hat Standorte in Deutschland (13), Österreich (3), Frankreich (8), Belgien (2), Spanien (3), Italien (3), Schweiz (1), Niederlande (1), Tschechien (2), Slowakei (1), Polen (2), Ungarn (1) und Großbritannien (1).
Putztücher werden nach wie vor in einer eigenen Weberei in Deutschland hergestellt: MEWA Textil-Service AG & Co. OHG Immenhausen (Hessen).
Das Unternehmen hatte 2019 etwa 5.700 Mitarbeiter und mehr als 190.000 Vertragskunden. Den Vorstand der MEWA Unternehmensgruppe bilden Bernhard Niklewitz (CEO), Michael Kümpfel (CCO) und Ulrich Schmidt (COO).
Die Unternehmensgruppe hat zur Entwicklung des neuen Berufsbildes „Servicefahrer“ beigetragen. Gemeinsam mit der Zeitschrift Impulse und dem Fraunhofer-Institut für Arbeitswirtschaft und Organisation (IAO) verlieh sie von 2002 bis 2006 den Deutschen Service-Preis für mittelständische Unternehmen.
Im Rahmen des Wettbewerbs „Austria’s Leading Companies“ konnte die MEWA Textil-Service GmbH 2015 und 2016 in der Kategorie „Goldener Mittelbau“ (Umsatz über 10 bis 50 Millionen Euro) den zweiten Platz unter den erfolgreichsten Betrieben in Niederösterreich erzielen.
MEWA zählt zu derzeit 20 europaweit ausgewählten Unternehmen, die einen Wasserstoff-Lkw von Hyundai im Einsatz haben. Der Textildienstleister beliefert seit Ende April seine Kunden in der Schweiz lokal emissionsfrei. In Berlin und Hamburg werden seit 2022 Lastfahrräder zur Belieferung von Kunden eingesetzt.
Seit Juli 2021 trägt das Fußballstadion des 1. FSV Mainz 05 den Namen Mewa Arena. Der aktuelle Vertrag läuft bis 2031.

## Geschäftsbereich
Mewa bietet Berufsbekleidung, Putztücher, Handtuchrollen, Fußmatten und Wischmopps im Full-Service an. Die Textilien werden zum Kunden gebracht, abgeholt, gewaschen und gepflegt, instand gehalten und bei Verschleiß ersetzt. Zusätzlich vertreibt Mewa Artikel für Arbeitsschutz, technischen Bedarf und Freizeit per Katalog.